# San Marino na Zimowych Igrzyskach Olimpijskich 2014
San Marino na Zimowych Igrzyskach Olimpijskich 2014 – kadra sportowców reprezentujących San Marino na igrzyskach w 2014 roku w Soczi. Kadra liczyła 2 sportowców.

## Skład reprezentacji

### Narciarstwo alpejskie

#### Kobiety
- Federica Selva

| Konkurencja | Zawodniczka    | Zjazd 1. | Zjazd 1. | Zjazd 2. | Zjazd 2. | Suma | Miejsce |
| Konkurencja | Zawodniczka    | Czas     | Miejsce  | Czas     | Miejsce  | Suma | Miejsce |
| ----------- | -------------- | -------- | -------- | -------- | -------- | ---- | ------- |
| Slalom      | Federica Selva | DNF      | DNF      | —        | —        | —    | —       |

#### Mężczyźni
- Vincenzo Romano Michelotti

| Konkurencja   | Zawodnik                   | Zjazd 1. | Zjazd 1. | Zjazd 2. | Zjazd 2. | Suma | Miejsce |
| Konkurencja   | Zawodnik                   | Czas     | Miejsce  | Czas     | Miejsce  | Suma | Miejsce |
| ------------- | -------------------------- | -------- | -------- | -------- | -------- | ---- | ------- |
| Slalom gigant | Vincenzo Romano Michelotti | DSQ      | DSQ      | —        | —        | —    | —       |